# (4756) Asaramas
(4756) Asaramas (1950 HJ) – planetoida z pasa głównego asteroid okrążająca Słońce w ciągu 5,26 lat w średniej odległości 3,02 j.a. Odkryta 21 kwietnia 1950 roku.